# Гуидо II Гонзага
Вижте пояснителната страница за други личности с името Гуидо Гонзага.
Гуидо II Гонзага (на италиански: Guido II Gonzaga; * 1 февруари 1340, Новелара; † 2 февруари 1399, пак там) от род Гонзага е господар на Новелара, Баньоло (1399 – 1441) и Кортенуова.

## Произход
Той е син на Фелтрино Гонзага (1330 – 1374), господар на Новелара и Баньоло, имперски викарий в Реджо, родоначалник на кадетския клон Гонзага ди Новелара е Баньоло, и на съпругата му Антония да Кореджо. Внук е на Луиджи I Гонзага, господар на Мантуа.

## Биография
През 1356 г. участва в заговора срещу чичо си Гуидо Гонзага, втори капитан на народа на Мантуа. След смъртта на баща си през 1374 г. той става владетел на Новелара и Баньоло.
Жени се за Джиневра Малатеста, дъщеря на Малатеста II Малатеста, господар на Пезаро, Фано и Фосомброне.
Прогонен е от Мантуа през 1376 г., защото е подготвил заговор срещу Лудовико II Гонзага.
Строи крепост в центъра на Новелара, започвайки през 1385 г. Работите са завършени през XV век. Кара да построят църкви и други паметници и поставя началото на необикновена история за селището, в която Новелара става независима държава за повече от четири века, независимо от Гонзага ди Мантуа.
Умира на 58-59 г. в Новелара.

## Брак и потомство
∞ 1374 за Джиневра Малатеста (* 1350, † 1364), дъщеря на Малатеста II Малатеста, господар на Пезаро и Римини, от която има двама сина и две дъщери:
- Джакомо Гонзага (* ок. 1380, † 1441), господар на Новелара (1399 – 1441), ∞ Иполита Пио от Сасуоло (* ок. 1390), дъщеря на Марко I Пио, господар на Карпи, от която има 3 сина и 2 дъщери.
- Фелтрино II Гонзага († 1424), кондотиер, господар на Баньоло, ∞ за Антония Гондзага, извънбрачна дъщеря на Франческо I Гонзага, господар на Мантуа, от която има двама сина и две дъщери
- Филипа Гонзага, ∞ за Рикардо Гуиди, граф на Баньо
- Катерина Гонзага († 1438, Падуа), ∞ 1. 1388 за Франческо III Орделафи (Чеко Орделафи) (* 1349, † 8 септември 1405), господар на Форли (1349 – 1405), от когото има един син и две дъщери 2. за Бенедето Строци от рода Строци ди Мантуа